# Slag bij Prestonpans
De Slag bij Prestonpans vond plaats op 21 september 1745 en was de eerste militaire confrontatie tussen enerzijds de aanhangers van prins Karel Eduard Stuart, bijgenaamd ‘Bonnie Prince Charlie’, en anderzijds de troepen van het Britse leger ten tijde van George II van Groot-Brittannië. De veldslag was een verrassingsaanval en vormde een belangrijke overwinning in de opmars van Karel Stuart, die als kleinzoon van de afgezette Jacobus II van Engeland aanspraak op de Britse troon maakte en in juli 1745 met slechts negen man op het eilandje Eriskay in de Buiten-Hebriden was geland. Door verschillende clans uit de Schotse Hooglanden aan zich te binden, kon Charles de daaropvolgende maanden in ijltempo zuidwaarts oprukken. De Slag bij Prestonpans vond vier dagen na de verovering van Edinburgh plaats en was een aanzienlijke opsteker voor het moreel van de jakobieten, bij wier gelederen zich, na deze doorbraak, nieuwe opstandelingen vervoegden. Charles kreeg hierdoor voldoende zelfvertrouwen om met zijn troepen Engeland binnen te marcheren. 

## Aanloop

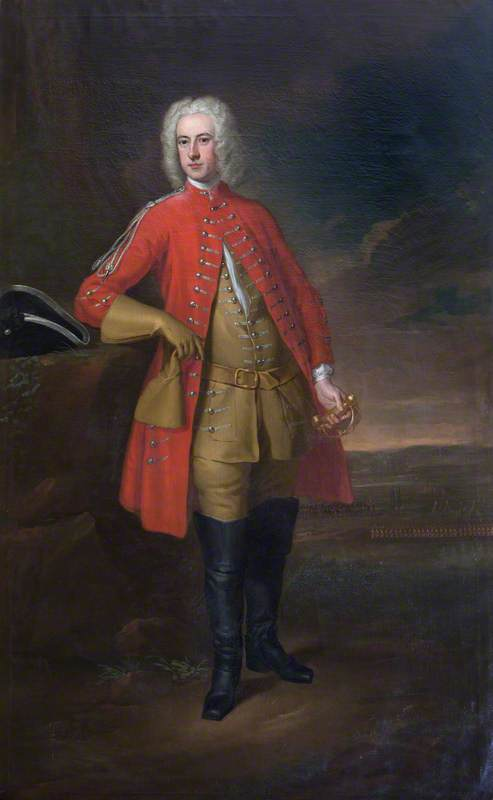
Sir John Cope (1690-1760)

Op zijn tocht naar het zuiden hadden de Camerons, de Clan Macdonald of Clanranald, de Clan MacDonald of Keppoch, de Clan MacDonnell of Glengarry, de MacLachlans, de MacGregors, de Clan Stewart of Appin en de aanhangers van William Murray, markies van Tullibardine, zich allen achter de katholieke troonpretendent geschaard, zodat diens troepen uit ongeveer 2400 Schotten bestonden. Tijdens de opmars van de jakobieten verkeerde Groot-Brittannië in oorlog met Frankrijk, en Karel Stuart had gebruikgemaakt van het feit dat het leger grotendeels naar Engeland was getrokken om paraat te staan voor een eventuele invasie van Frankrijk. Frankrijk moedigde Charles aan: politieke destabilisatie in het noorden van Groot-Brittannië verzwakte immers de Britse militaire positie in het Brits-Franse conflict. Op 17 september 1745 hadden de jakobieten zonder slag of stoot Edinburgh in handen gekregen, met uitzondering van Edinburgh Castle, dat in handen van de regering bleef.
Het leger van het Britse parlement bevond zich nabij Dunbar en stond onder leiding van luitenant-generaal Sir John Cope. Die had in totaal ongeveer 3000 manschappen, waaronder zes eskadrons dragonders en zwaar geschut. De Britse soldaten, die wegens hun rode uniformen als ‘Redcoats’ bekendstonden, droegen musketten met bajonetten erop. De jakobitische zijde daarentegen bezat niet meer dan veertig paarden en de krijgers waren hoofdzakelijk met zwaarden, bijlen, schilden en enkele kleinere geweren uitgerust.
Op 19 september vergaderde prins Karel in Duddingston, waar hij zijn kamp had opgeslagen. Cope was in de tussentijd langzaam westwaarts naar Haddington getrokken en besloot zich in een graanveld bij Preston House op te stellen, met aan zijn zuidflank een moerassig gebied in het gehucht Tranent.

## Verloop

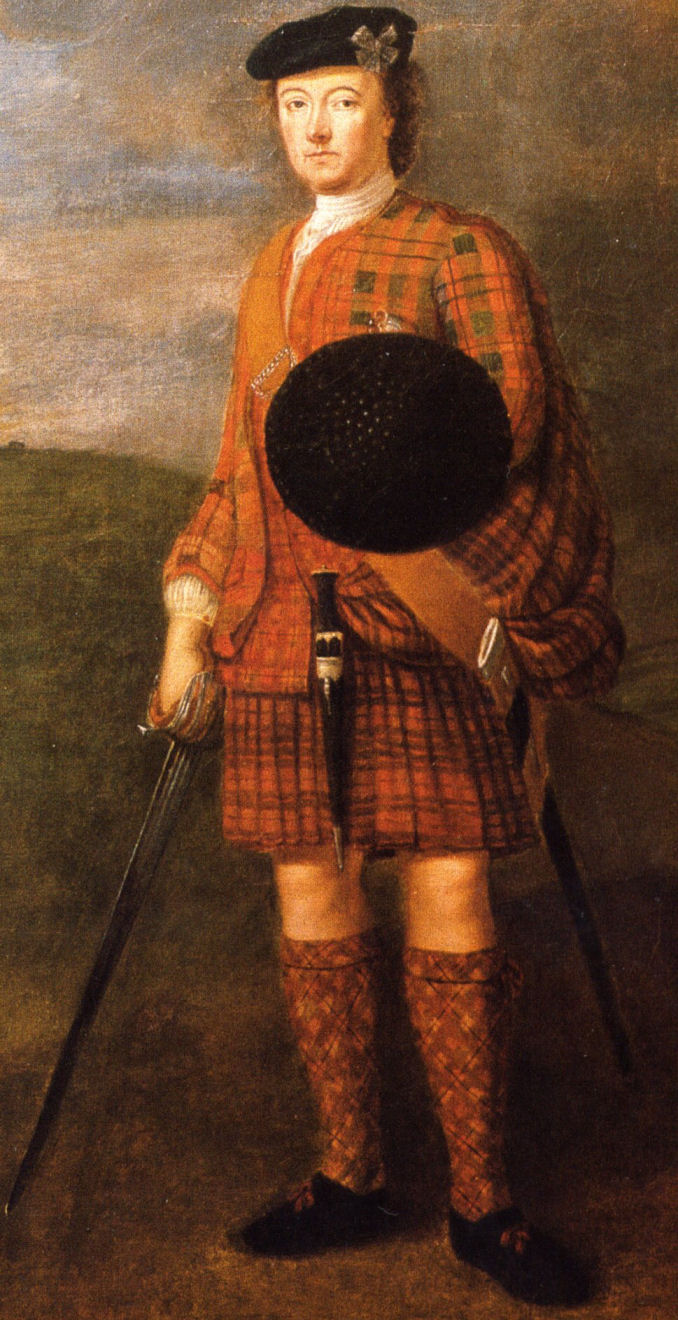
Lord George Murray (1694-1760)

Op 20 september 1745 marcheerde Charles Stuart oostwaarts naar Musselburgh en liet het bevel over zijn voorhoede aan Lord George Murray, die zich op een heuvel in Tranent posteerde waarop hij de vijand kon observeren. Copes bedoeling was duidelijk: het zompige terrein ten zuiden van de regeringstroepen zou als hinderlaag voor de jakobieten dienen, die tijdens het ploeteren frontaal met bajonetten aangevallen konden worden. 
Robert Anderson uit Whitburgh, die bij de jakobieten vocht, was goed vertrouwd met de omgeving en stelde Murray voor, ’s nachts een paadje om Tranent heen te nemen dat hen naar de oostflank van de regeringstroepen zou leiden, die zodoende in de rug aangevallen konden worden. Rond vier uur ’s ochtends slopen de troepen van Bonnie Prince Charlie over het pad. In Tranent blaften echter honden, waardoor de wachters van Cope gealarmeerd werden. Ter hoogte van de boerderij Riggonhead Farm vuurde een vermetele jakobiet een geweersalvo af; nu begrepen de Britse soldaten de jakobitische tactiek. In allerijl werden de Britse troepen omgedraaid, zodat ze niet langer met hun rug naar de vijand stonden. Het nadeel hiervan was evenwel dat de zonsopgang hen verblindde.
De aanval van de Hooglanders had een groot verrassingseffect. Zodra de achterhoede het terrein betreden had, stormde de clan Cameron op de regeringstroepen af, die in de waan verkeerden dat de vijand veel talrijker dan zij was. Het gereedmaken van de Britse musketten was tijdrovend: de soldaten moesten een buskruitpatroon openbijten en vervolgens het geweer met een stok laden. De jakobieten, die slechts weinig weerwerk ondervonden, hakten met hun primitievere wapens op de overheidstroepen in. Leider van de dragonders was de oude kolonel James Gardiner, die in Bankton House in Tranent woonde.
Algauw sloegen de kanonniers op de vlucht, gevolgd door de rest van de troepen. John Cope reed met een vierhondertal soldaten de weg op die ten zuiden van Tranent leidt, en zij bleven rijden totdat ze in Berwick-upon-Tweed aankwamen. De opstandelingen doodden ongeveer 500 regeringsmanschappen en namen circa 1400 soldaten gevangen. Na de slag werd James Gardiner onder een boom aangetroffen; hij was dodelijk verwond met een bijl en stierf ’s anderendaags in Bankton House.

## Nasleep

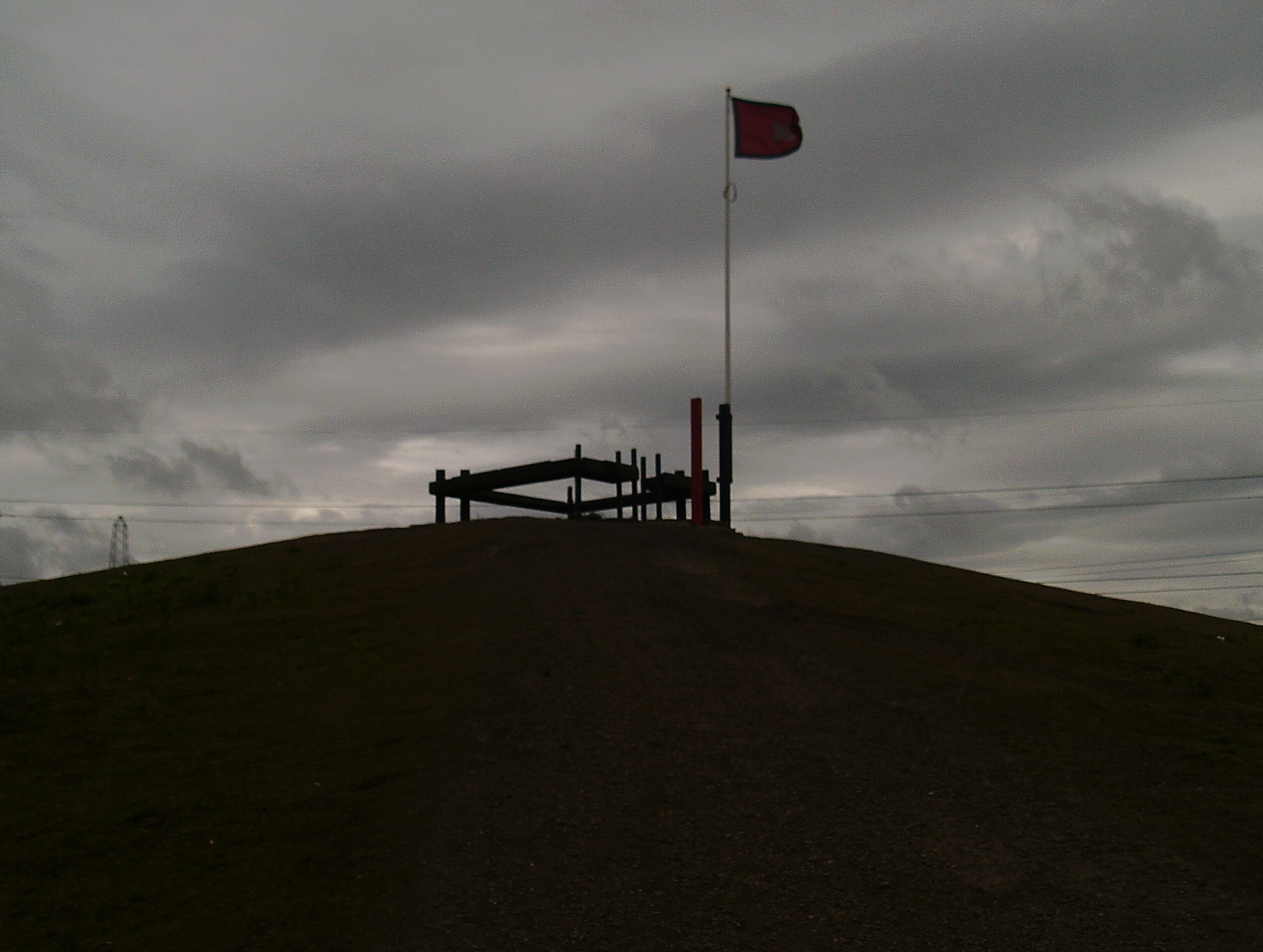
Veldslagmonument anno 2017, met het jakobitische banier

Aangemoedigd door het succes van hun verrassingsaanval en versterkt met nieuwe aanhangers vatten de jakobieten de mars naar Engeland aan. Hierbij zongen ze een liedje: ‘Hey Johnnie Cope, are you walking yet?’. De troepen van Bonnie Prince Charlie zouden tot Derby doorstoten alvorens door interne twisten uiteen te vallen. Het regeringsleger zag thans in dat het jakobitisme een reële bedreiging voor de Britse kroon was en hergroepeerde zich om het tij te keren, wat uiteindelijk het daaropvolgende jaar zou culmineren in de Slag bij Culloden, die het einde van de jakobitische beweging zou inluiden en de machtspositie van de Schotse clans definitief zou breken. Dit ging gepaard met verregaande vergeldingsmaatregelen jegens opstandelingen en een gewelddadige onderdrukking van de Schotse taal en cultuur. 

## Herdenking
De straat waarlangs Cope gevlucht was, heet heden ten dage Johnnie Cope’s Road. In de loop van de 19de eeuw is het terrein ingrijpend gewijzigd: in Prestonpans werd steenkool ontgonnen, en het herdenkingsmonument van de veldslag staat boven op een oude puinheuvel. De informatiepanelen en wegwijzers op het terrein zijn tweetalig Engels en Schots-Gaelisch. Op het veld waar James Gardiner aangetroffen werd, bevindt zich eveneens een monument, en vóór Bankton House staat een herdenkingszuil uit 1853 van de beeldhouwer Archibald Ritchie uit Edinburgh. Deze plek was een populaire 19de-eeuwse toeristische trekpleister, doordat het verhaal van Gardiner in de roman Waverley van Walter Scott beschreven wordt.